# NGC 459
NGC 459 es una galaxia espiral de la constelación de Piscis. 
Fue descubierta el 15 de octubre de 1784 por el astrónomo William Herschel.